# Russische Südwestbahnen
Die Russischen Südwestbahnen (Süd-West-Bahnen, ukrainisch Південно-Західні залізниці, russisch Юго-Западные железные дороги/Jugo-Sapadnyje schelesnyje dorogi) waren ein Eisenbahnunternehmen im Russischen Reich und der USSR auf dem Territorium der heutigen Ukraine.

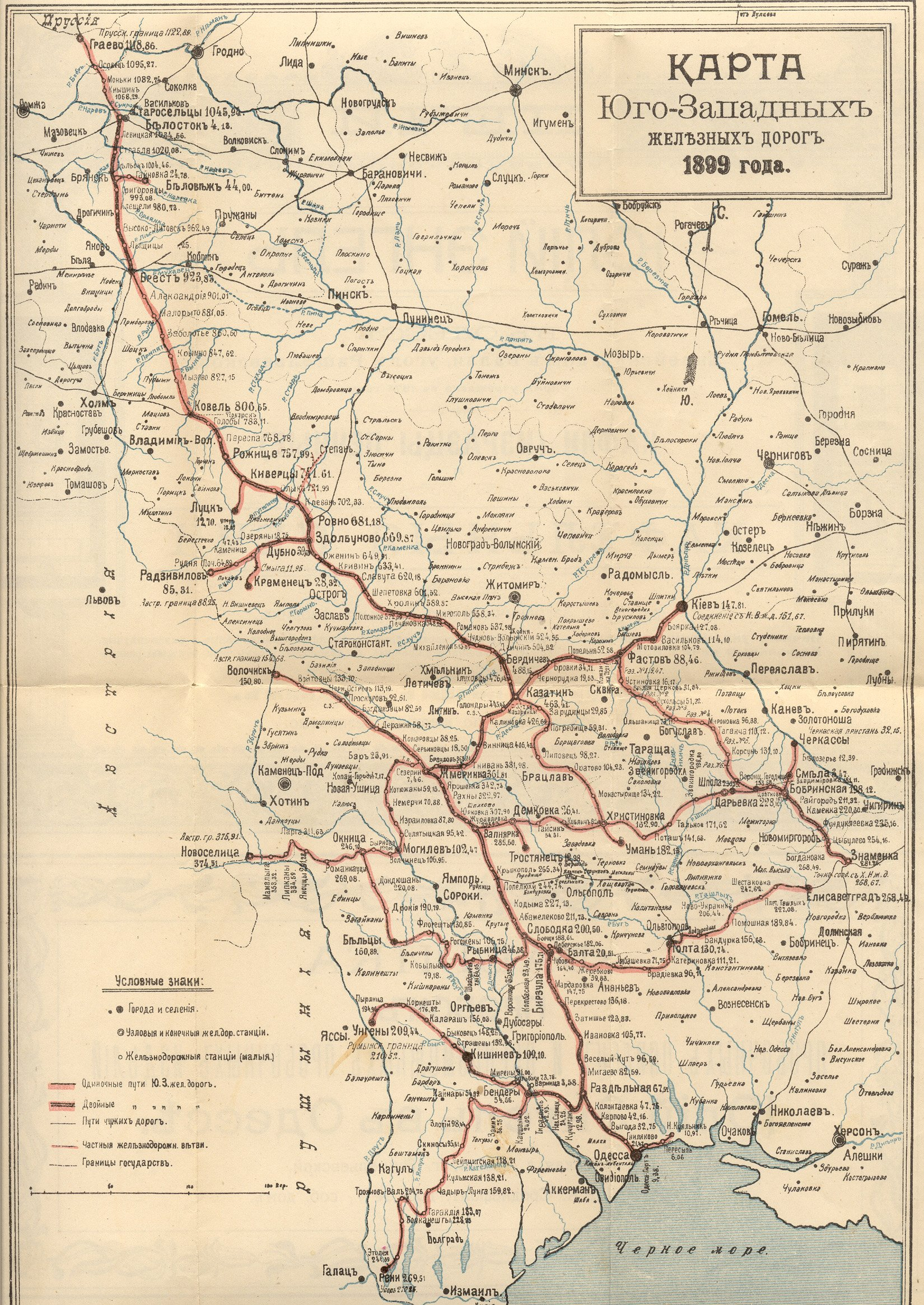
Karte der Strecken der Südwestbahnen von 1899

Die durch Umbenennung der Brest-Odessaer Eisenbahn im Zuge der Übernahme der Bender-Galatz Eisenbahn im Jahr 1882 entstandene Gesellschaft war bis zu ihrer Verstaatlichung zum 1. Januar 1895 das größte private Eisenbahnunternehmen im Russischen Reich.

## Streckennetz
Das Streckennetz der Südwestbahnen hatte im Jahre 1894 eine Länge von 3478 km und wuchs bis zum Jahre 1914 auf 4167 km an.
Folgende Strecken wurden durch die Südwestbahnen betrieben:
- Odessa–Kowel mit den Zweiglinien:
  - Sdolbunow–Radsiwilow und Kremenez
  - Kasatin–Kiew
  - Kasatin–Uman
  - Schmerinka–Wolotschisk
  - Schmerinka–Okniza
  - Wapnjarka–Schpola
  - Slobodka–Nowoselizy
  - Rasdelnaja–Ungeni/Reni
- Birsula–Snamenka–Fastow mit der Zweiglinie:
  - Bobrinskaja–Tscherkassy
- Kiew–Kowel mit den Zweiglinien:
  - Korosten–Schepetowka–Kamenez-Podolski/Gusjatin
  - Sarny–Rowno